# حمام روستای آرو
حمام روستای آرو مربوط به دوره معاصر است و در شهرستان دماوند، روستای آرو واقع شده و این اثر در تاریخ ۹ اردیبهشت ۱۳۸۲ با شمارهٔ ثبت ۸۵۲۰ به‌عنوان یکی از آثار ملی ایران به ثبت رسیده است.